# Christoph Metzger

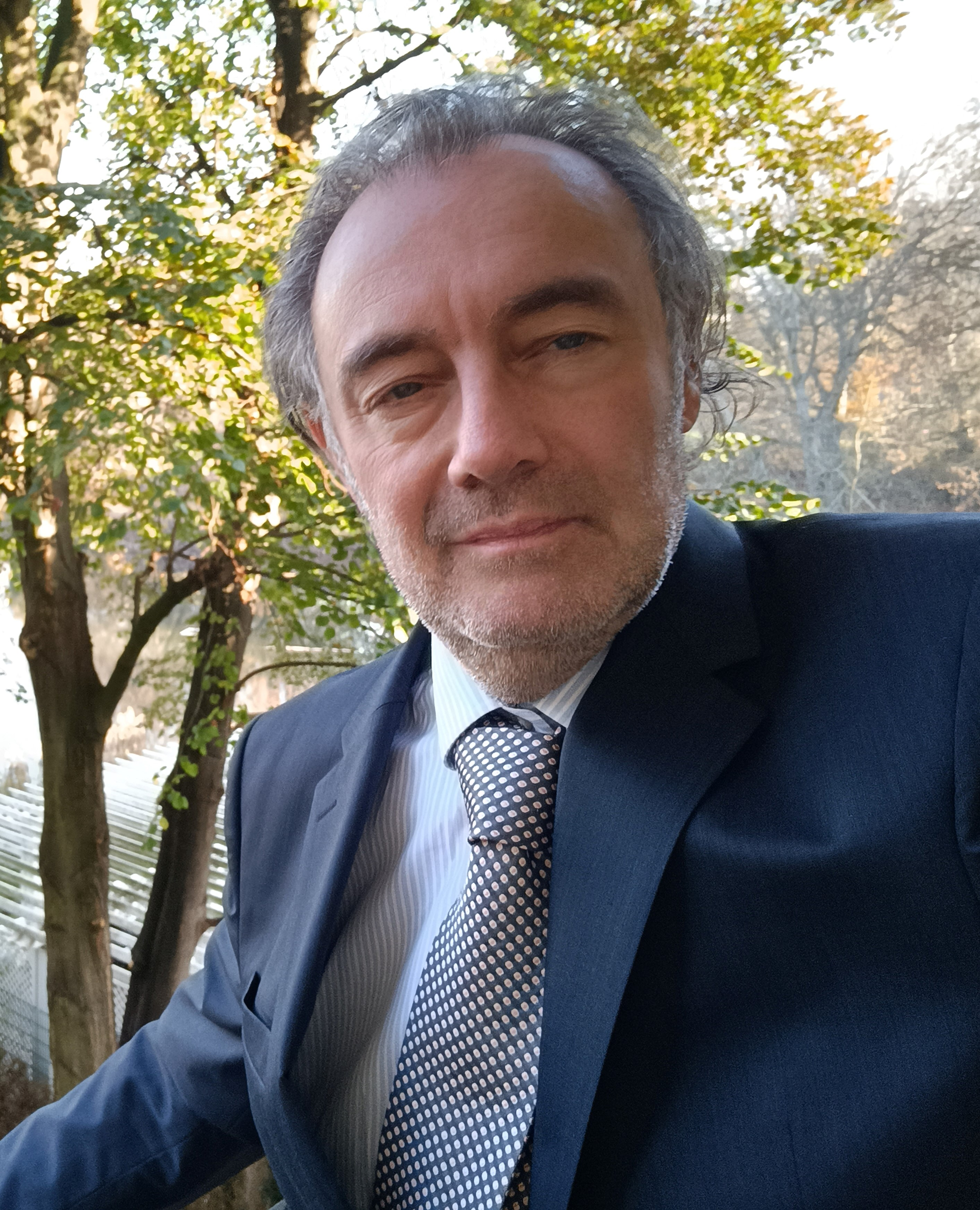
Christoph Metzger (2022)

Christoph Metzger (* 1962 in München) ist ein deutscher Musik- und Kunstwissenschaftler, dessen Forschungsschwerpunkt nach akustischen Aspekten gestaltete Räume sind.

## Leben
Metzger war von 1994 bis 2019 akademischer Lehrbeauftragter in den Bereichen Musikwissenschaft, Architekturtheorie und Kunstgeschichte an der TU Berlin, der Brandenburgischen Technischen Universität Cottbus-Senftenberg (BTU), der Hochschule für angewandte Wissenschaften in Biberach an der Riß und zuletzt Professor und Lehrstuhlinhaber für Kunstwissenschaft mit dem Schwerpunkt Geschichte und Theorie der Klangkunst an der Hochschule für Bildende Künste in Braunschweig.
Metzgers theoretische und kuratorische Beiträge sind im Bereich der Forschung zu akustischen Resonanzen sowie der Klangkunst angesiedelt. Abstraktion, Gestalt und Muster werden im Rahmen einer interdisziplinären Theorie, der Gestalt untersucht. Er verbindet Fragestellungen multisensorischer Wahrnehmung des Menschen mit den Angeboten der Architektur („Neuro-Architektur“).
Sein interventionistisches Architektur-Projekt Klangkunstforum Potsdamer Platz in Berlin wurde 2001 ausgezeichnet mit dem AICA Award des Internationalen Kunstkritiker-Verbands und dem CEREC Award der Financial Times Europa. 2019 und 2020 war er einer von sieben Fachpreisrichtern des Internationalen Städtebaulichen Wettbewerbs „Berlin – Brandenburg 2070: 100 Jahre (Groß-Berlin)“.
Metzger wurde 2013 Gründungs- und Vorstandsmitglied der Open Mainded Projektentwicklung AG in Frankfurt am Main, bei der er für die Bereiche Markenbildung, Marketing und Öffentlichkeitsarbeit zuständig ist.

## Publikationen (Auswahl)
- Theorie der Abstraktion, Passagen, Wien 2020, ISBN 978-3-7092-0430-6
- Neuroarchitektur, Jovis, Berlin, 2017, ISBN 978-3-86859-468-3
- Vol. 03. Abstract Music. sound, art, media & architecture, (Hrsg. mit Ulrich Eller), Beiträge von E. Altenmüller, Helga de la Motte-Haber, A. Tietenberg et al, Kehrer, Heidelberg 2017, ISBN 978-3-86828-774-5
- Bauen für Demenz, Jovis, Berlin 2016, ISBN 978-3-86859-389-1
- Vol. 02. The Statement! Sound – Installation (Hrsg. mit Ulrich Eller), mit Beiträgen von Robin Minard, Johannes Meinhardt, Franz Martin Olbrisch et al. Kehrer, Heidelberg 2015, ISBN 978-3-86828-641-0
- Architektur und Resonanz, Jovis, Berlin, 2015, ISBN 978-3-86859-270-2
- Vol. 01. Drawings.Sounds & Ambiences (Hrsg. mit Ulrich Eller) mit Beiträgen von Barbara Barthelmes, Bill Fontana et al. Kehrer, 2011 Heidelberg,  ISBN 978-3-86828-297-9.
- Musik und Architektur (Hrsg. Im Auftrag des Internationalen Musikinstitutes Darmstadt) mit Beiträgen von Peter Zumthor, Wolfgang Rihm, Gernot Böhme, Bernhard Leitner et al. Pfau, 2003, Saarbrücken, ISBN 3-89727-227-X.
- John Cage, Abstract Music. Zwölf Vorlesungen Pfau, Saarbrücken, ISBN 978-3-89727-421-1
- Mahler – Rezeption. Perspektiven der Rezeption Gustav Mahlers, Florian Noetzel, Wilhelmshaven, 2000, ISBN 3-7959-0769-1